# Mas de les Catalunyes
El Mas de les Catalunyes és una masia de Sant Pere de Ribes (Garraf) protegida com a Bé Cultural d'Interès Local.

## Descripció
Es tracta d'una masia situada a la part més alta de la Urbanització Mas Parés, prop de l'autopista Pau Casals. És un edifici aïllat de planta irregular compost per tres cossos superposats. El volum principal consta de planta baixa i pis i té la coberta a dues vessants amb el carener paral·lel a la façana. La façana de migdia presenta un portal d'arc escarser ceràmic i està rematada per un petit capcer rectangular. De l'extrem de tramuntana de la coberta en sobresurt una torre quadrangular amb finestres d'arc de mig punt arrebossat, que està coronada amb merlets esglaonats. A la façana de tramuntana hi ha adossat en perpendicular el volum secundari. Les obertures són d'arc pla arrebossat. A ponent d'aquest cos hi ha adossat el celler, d'un sol nivell d'alçat i tres obertures d'arc escarser. El volum principal manté el revestiment arrebossat i pintat, mentre que la resta presenta la pedra vista.

## Història
La primera notícia documental del Mas de les Catalunyes es remunta a la primeria del segle xvi, quan formava part de la quadra de Cortei, avui coneguda com a torre del Veguer. Vers l'any 1552 n'era el masover un tal Ferrer. Uns anys més tard, constava com a propietat del llinatge dels Totesaus, que la va mantenir fins al segle xviii. Segons consta en el llibre d'Apeo de l'any 1847, la masia pertanyia a Josep Massó i Marrugat.